# Coracoïde
Ne doit pas être confondu avec processus coracoïde.

Anatomie osseuse de l'aile des oiseaux.

Chez tous les vertébrés à l'exception des thériens (placentaires et marsupiaux), le coracoïde est un os qui, associé à la scapula (omoplate), forme l'articulation de l'épaule.
Chez les oiseaux, il est l'os le plus solide de la ceinture pectorale, creux et envahi par les sacs aériens claviculaires. Il permet de maintenir les ailes éloignées du corps pendant le vol. Des muscles puissants relient le furcula à l'humérus.